# Premna odorata
Premna odorata là một loài thực vật có hoa trong họ Hoa môi. Loài này được Blanco miêu tả khoa học đầu tiên năm 1837.